# Bengt Cnattingius
Bengt Jakob Cnattingius, född 20 maj 1899 i Åtvidaberg, död 23 november 1993, var en svensk konsthistoriker och museiman. Han var chef för Östergötlands länsmuseum i Linköping, landsantikvarie för Östergötland. Hans specialitet var kyrklig konst.
Bengt Cnattingius var son till prosten Nils Cnattingius. År 1931 gifte han sig med Dagny Hedhammar (1903-1993). Cnattingius blev 1929 filosofie licentiat vid Lunds universitet och 1938 filosofie doktor. Från 1924 var han amanuens vid Östergötlands museum, där han 1933 blev intendent (chef) och 1934 landsantikvarie. Dessa poster innehade han fram till pensionen 1966. 
Han var 1937 vice ordförande och sekreterare i Föreningen för konst, konsulent i Östergötlands hembygdsring, redaktör för avdelningen kyrklig konst i Tidskrift för kyrkomusik och svenskt gudstjänstliv, ledamot i styrelsen för Östergötlands hemslöjdsförening och Östergötlands Turisttrafikförening. Från 1958 var han redaktör för Linköpings stifts kyrkor.

## Tryckta skrifter i urval
Fullständig förteckning av Hugo Larsson i Bengt Cnattingius' skrifter 1918-1974. Bibliografi utarbetad till författarens 75-årsdag den 20 maj 1974. (Linköpings läroverkspojkars skriftserie 12.) Linköping 1974.
- Pehr Hörberg (1938)
- Norsholms gård (1946)
- Heemskercks Laurentiusaltare (1953), tillsammans med Axel Romdahl
- J. Chr. Berger (1956)
- Linköpings domkyrka (1964)
- Henric Westman på Walla (1967)
- Gamla Linköping, (1992), tillsammans med Gunnar Elfström och Bengt Lundberg